# سبحان دارو
شرکت داروسازی سبحان دارو (سهامی عام) یکی از شرکت‌های داروسازی تابعهٔ گروه دارویی برکت واقع در شهر صنعتی شهر صنعتی رشت است. شرکت سبحان دارو (سهامی عام) در سال ۱۳۵۵ با نام شرکت آرایشی بهداشتی سویران (سهامی خاص) و با مشارکت و دانش فنی Ciba Geigy (نوارتیس فعلی) طراحی و ساخته شد. این کارخانه در سال ۱۳۶۰ راه‌اندازی گردید و در سال ۱۳۶۴ به شرکت داروسازی سبحان تغییر نام یافت. این شرکت پس از تأسیس کارخانه و خطوط تولید جدید در سال ۱۳۸۳ به نام شرکت سبحان دارو (سهامی خاص) ثبت گردید. در سال ۱۳۸۴ نوع شرکت از سهامی خاص به سهامی عام تبدیل و با نماد (سبحان) در سال ۱۳۸۹ نام شرکت با نماد «دسبحان» در فهرست شرکت‌های ثبت شده در سازمان بورس و اوراق بهادار درج گردید.

## موضوع فعالیت
اساسنامهٔ سبحان دارو، فعالیت این شرکت را انجام امور مربوط به تحقیق، توسعه، پیشبرد، ساخت محصولات دارویی یا مواد شیمیایی به‌طور مستقیم یا از طریق اشخاص ثالث، تولید، خرید، واردات، فروش، پخش، صادرات، بازاریابی و تجارت اعلام می‌کند. در حال حاضر فعالیت عمدهٔ شرکت در زمینهٔ تولید اشکال دارویی است که شامل تولید محصولات دارویی، قرص، دراژه، کپسول ،کرم ،پماد ،ژل و قطره است و حدود ۱۱۰ پروانهٔ تولید دارو دارد.
شرکت سبحان دارو بیشتر در تولید داروهای انسانی در زمینه اعصاب و روان، قلب و عروق و داخلی فعالیت می‌نماید. سبحان دارو بزرگ‌ترین تولیدکنندهٔ داروهای اعصاب و روان در ایران است.

## وضعیت مالکیت
شرکت سبحان دارو یکی از اعضای گروه (هولدینگ) دارویی سبحان از مجموعهٔ شرکت سرمایه‌گذاری البرز وابسته به بنیاد پانزده خرداد است. این شرکت از سال ۱۳۸۹ وارد فرابورس گردید.

## تاریخچه
کارخانه‌ای که در حال حاضر به نام سبحان دارو فعالیت می‌کند، در سال ۱۳۵۵ از وزارت صنایع و معادن وقت موافقت اصولی گرفته و با نام «سوئیران» و با مشارکت و دانش فنی نوارتیس طراحی و ساخته شد. این کارخانه در سال ۱۳۶۰ راه‌اندازی شد و سپس در خرداد سال ۱۳۶۴ نام آن به شرکت داروسازی سبحان تغییر یافت. پس از تشکیل هلدینگ دارویی در شرکت سرمایه‌گذاری البرز به‌نام «گروه دارویی سبحان» در سال ۱۳۸۳، شرکت سبحان دارو تأسیس و در آذرماه ۱۳۸۳ کارخانه، خطوط تولید، کلیه پروانه‌ها و فعالیت‌های شرکت داروسازی سبحان به شرکت سبحان دارو منتقل شد.

## مکان
محل کارخانه در زمینی به وسعت نزدیک به ۱۰۰۰۰۰ مترمربع و با زیربنای بالغ بر ۱۰۰۰۰ مترمربع در شهر صنعتی رشت واقع شده و دفتر مرکزی شرکت در تهران است.